# Perfect Insanity
Perfect Insanity è il secondo singolo estratto da Indestructible, quarto album del gruppo musicale alternative metal statunitense Disturbed. La canzone è stata scritta originariamente dalla band prima del loro album di debutto, The Sickness. Perfect Insanity è stato anche distribuito in precedenza nel documentario della band, M.O.L., come traccia demo con un video musicale, nel periodo in cui non avevano ancora firmato per una etichetta. Hanno registrato di nuovo il brano nel 2007 ed è stato pubblicato in Indestructible.

## Temi
Secondo il cantante David Draiman, il senso della canzone è "giocare con l'idea della follia. Venendo da te dal punto di vista della persona fisica che è pazza e mettendo in allarme le persone intorno a lui, in particolare i suoi interessi d'amore, circa le sue tendenze psicotiche."

## Video musicale
Non è stato girato alcun video musicale per la versione ri-registrata della canzone; tuttavia, nel documentario della band, M.O.L., è contenuto un vecchio video musicale, fatto nel 1998. Il video ritrae il cantante David Draiman, chiuso all'interno di una stanza, in una camicia di forza. Mentre lui cerca di liberarsi, il video mostra la band mentre suona su un palco. Le due clip si alternano durante il video. Al termine della canzone, il video si sposta ad un cimitero, implicando che Draiman sia morto pazzo.

## Posizioni in classifica
| Classifica (2008)            | Posizione |
| ---------------------------- | --------- |
| Hot Canadian Digital Singles | 70        |

## Formazione
- David Draiman - voce, voce secondaria, co-produttore
- Dan Donegan - chitarra, elettronica, produttore
- John Moyer - basso, voce secondaria
- Mike Wengren - batteria, co-produttore

## Curiosità
- Perfect Insanity è stata inserita nel videogioco WWE SmackDown vs. Raw 2009.